# Karamanovo, Ruse
Karamanovo (în bulgară Караманово) este un sat în comuna Țenovo, regiunea Ruse,  Bulgaria. 

## Demografie
Componența etnică a satului Karamanovo
     Bulgari (78,46%)
     Romi (1,57%)
     Nicio identificare (19,95%)
     Altele (0%)
La recensământul din 2011, populația satului Karamanovo era de 887 locuitori. Din punct de vedere etnic, majoritatea locuitorilor (78,46%) erau bulgari, cu o minoritate de romi (1,57%). Pentru 19,95% din locuitori nu este cunoscută apartenența etnică.